# Valenzuela City
Valenzuela (offiziell englisch City of Valenzuela, Tagalog Lungsod ng Valenzuela) ist eine philippinische Component City im Norden der Hauptstadtregion Metro Manila. Nach dem Zensus von 2015 hatte Valenzuela 620.422 Einwohner, die in 33 Barangays lebten. Sie wird als Gemeinde der ersten Einkommensklasse auf den Philippinen und als hoch urbanisiert eingestuft.

## Geographie
Valenzuelas Nachbargemeinden sind Malabon im Westen, Meycauayan im Norden, Caloocan-Nord und Quezon im Osten und Caloocan-Süd im Süden. Die Topographie der Großstadt ist gekennzeichnet durch das Flachland im Südosten der zentralen Luzon-Tiefebene und den gebirgigen Ausläufern der Sierra Madre im Nordosten. Das Flachland wird von vielen teilweise schiffbaren Kanälen durchzogen.

## Geschichte
Das Gebiet von Valenzuela war lange vor der spanischen Kolonisierung ein bedeutendes Siedlungsgebiet der Tagalog. Das Gebiet ist fruchtbar und zahlreiche Flüsse durchziehen das Gebiet, wie der Tullahan, der das Gebiet mit dem Fluss Pasig verbindet, die nördlichen Flüssen verbinden das Gebiet mit dem Pampanga. Vor Ankunft der Spanier unter Miguel López de Legazpi stand das Gebiet unter der Herrschaft des Rajah Sulayman. Nach der Schlacht von Bangkusay am 3. Juni 1571 wurde das Gebiet dem Spanischen Kolonialreich einverleibt und wurde zuerst Polo genannt. Es dauerte 17 Jahre, bis die erste Revolte gegen die spanische Oberherrschaft entstand. Mit Unterstützung der Edlen, den Marhalikas, aus Tondo, Polo, Pandacan, Candaba, Taguig, Misil, Caranglan, Navotas und anderen Orten revoltierten die Einwohner gegen die spanische Oberhoheit über die Region, die sogenannte Tondo Conspiration der Maharlikas wurde jedoch niedergeschlagen.
Nach der Errichtung des Erzbistums Manila, am 14. August 1595, wurde eine Kirche in Catangalan errichtet und eine regionale Verwaltung eingerichtet. Bereits 1623 wurde Polo von Catangalan separiert und eine eigene Gemeindeverwaltung eingerichtet und die Stadt gegründet.

## Baranggays
- Arkong Bato
- Bagbaguin
- Balangkas
- Parada
- Bignay
- Bisig
- Canumay East
- Canumay West
- Karuhatan
- Coloong
- Dalandanan
- Hen. T. De Leon
- Isla
- Lawang Bato
- Lingunan
- Mabolo
- Malanday
- Malinta
- Mapulang Lupa
- Marulas
- Maysan
- Palasan
- Pariancillo Villa
- Paso De Blas
- Pasolo
- Poblacion
- Pulo
- Punturin
- Rincon
- Tagalag
- Ugong
- Viente Reales
- Wawang Pulo